# Mars Climate Orbiter
Il Mars Climate Orbiter (inizialmente noto come Mars Surveyor Orbiter '98) fa parte della coppia di sonde del programma Mars Surveyor, assieme al Mars Polar Lander (una volta chiamato Mars Surveyor Lander '98). La missione delle due sonde era di studiare la meteorologia, il clima e le quantità di acqua e di anidride carbonica (CO2) del pianeta Marte. Lo scopo era di comprendere le riserve, il comportamento e il ruolo atmosferico delle sostanze volatili e cercare le prove di cambiamenti climatici a lungo termine.
Il Mars Climate Orbiter venne distrutto quando, invece di posizionarsi a un'altezza di 140–150 km dalla superficie di Marte, si inserì nell'atmosfera marziana a un'altezza di soli 57 km. La sonda venne distrutta dagli stress causati dall'attrito presente a quella altezza con l'atmosfera. Si scoprì che alcuni dati erano stati calcolati a Terra in base all'unità di misura del Sistema consuetudinario statunitense (libbra-forza secondi), e riferiti al team di navigazione, che invece si aspettava i dati espressi in unità di misura del sistema internazionale (newton secondi). La sonda non era in grado di effettuare conversioni tra le due unità di misura.
Il costo totale della missione, tra satellite e sonda sul terreno, fu di 328 milioni di dollari.

## Obiettivi scientifici

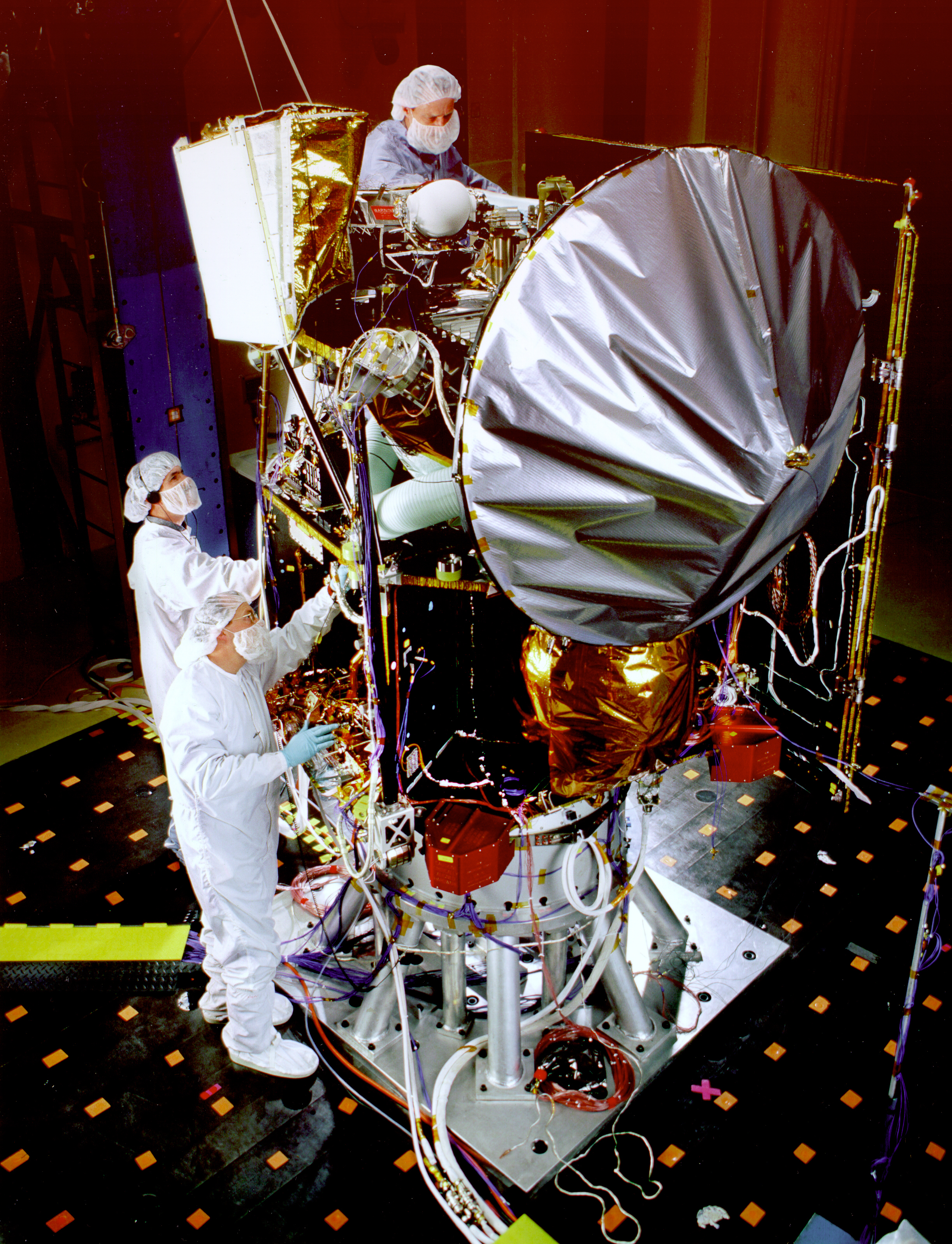
Il Mars Climate Orbiter durante le prove prima del lancio

Gli obiettivi scientifici primari erano:
1. monitorare la meteorologia e le condizioni atmosferiche giornaliere;
2. registrare cambiamenti della superficie marziana dovuti al vento o altri effetti atmosferici;
3. determinare i profili di temperatura dell'atmosfera;
4. monitorare il contenuto di polvere e di vapore acqueo dell'atmosfera;
5. cercare prove di passati cambiamenti climatici.

In particolare doveva essere osservato e studiato il sistema meteorologico, le tempeste di sabbia, l'opacità delle nuvole e della polvere, l'ozono, la distribuzione e il trasporto della polvere e dell'acqua, gli effetti della topografia sulla circolazione atmosferica, le reazioni atmosferiche al riscaldamento solare, le caratteristiche della superficie, i venti, l'erosione e i cambiamenti cromatici. Queste indagini dovevano essere compiute da due strumenti: il Mars Climate Orbiter Color Imager (MARCI) per l'acquisizione di dati meteorologici e immagini ad alta risoluzione del terreno e il Pressure Modulated Infrared Radiometer (PMIRR) per misurare la temperatura atmosferica, le quantità di vapore acqueo e concentrazione di polveri. L'orbiter doveva anche fungere da satellite ripetitore per il Mars Polar Lander e per futuri lander inviati sul pianeta.

## Missione

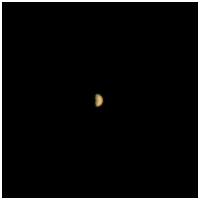
L'unica immagine di Marte ripresa dal Mars Climate Orbiter, il 7 settembre 1999, a una distanza dal pianeta di 4,5 milioni di chilometri

La sonda venne lanciata da un vettore Delta II 7425 l'11 dicembre 1998 alle 18:45:51 UT dal Pad A del complesso di lancio 17 da Cape Canaveral in Florida. Dopo un breve periodo in orbita terrestre, il terzo stadio del vettore inserì la sonda in rotta verso Marte e 15 giorni dopo il lancio venne effettuata una manovra di correzione della traiettoria. Durante la navigazione vennero effettuati altre tre correzioni di rotta il 4 marzo, il 25 luglio e il 15 settembre 1999.
La sonda raggiunse Marte ed eseguì un'accensione del motore principale di 16 minuti e 23 secondi per l'inserimento in orbita il 23 settembre 1999 alle 09:01 UT ERT (Earth Received Time - un segnale inviato da Marte impiega 10 minuti e 55 secondi per raggiungere la Terra). La sonda passò dietro Marte alle 09:06 UT ERT e doveva riemergere e ristabilire i contatti radio con la Terra alle 09:27 UT ERT, 10 minuti dopo l'accensione del motore. Tuttavia non venne mai ristabilito il contatto e non fu mai più ricevuto nessun segnale dalla sonda.
Le ricerche sulle cause del fallimento indicarono un errore di navigazione derivato dalla mancanza di conversione tra unità di misure del sistema imperiale britannico e il sistema internazionale di unità di misura. I dati errati fecero inserire la sonda in orbita marziana a un'altezza di 57 km invece dei 140–150 km previsti, l'atmosfera più densa distrusse la sonda per attrito.
L'accensione avrebbe dovuto rallentare la sonda e inserirla in un'orbita di cattura. L'orbiter stava iniziando a effettuare l'aerobraking, usando i pannelli solari come resistenza fino al 22 novembre 1999, quando avrebbe dovuto entrare nell'orbita definitiva. I propulsori a idrazina avrebbero modificato l'orbita della sonda in una traiettoria a 421 km quasi polare il 1º dicembre 1999. Questa orbita sarebbe stata approssimativamente sincrona con il Sole, facendo attraversare l'equatore alle 16:30 locali. La prima fase della missione era concepita come supporto al Mars Polar Lander dal momento del suo atterraggio su Marte il 3 dicembre 1999 fino alla fine della sua missione principale il 29 febbraio 2000. L'orbiter avrebbe effettuato 10 passaggi ogni giorno (marziano) della durata di 5/6 minuti ciascuno sopra al sito del lander per scambiare informazioni con un collegamento a 128 kbit/s. Il 3 marzo 2000 sarebbero iniziate le operazioni scientifiche e la mappatura con gli strumenti MARCI e PMIRR, per una durata prevista di un anno marziano (687 giorni) fino al 15 gennaio 2002 quando l'orbiter si sarebbe posizionato in un'orbita stabile e avrebbe funzionato come ripetitore per la missione Mars 2001.

## Problema metrico

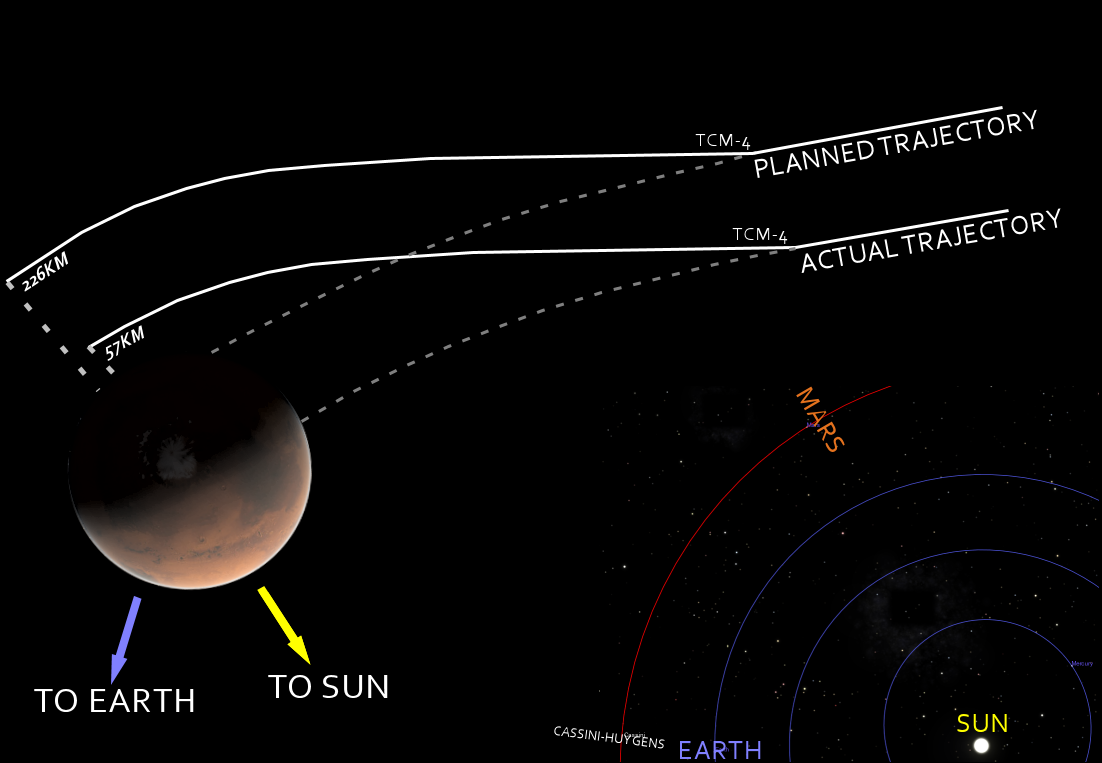
Il diagramma mostra le differenze tra la manovra di ingresso in orbita prevista e quella effettivamente condotta dalla sonda

Le ruote d'inerzia del Mars Climate Orbiter erano mantenute nel loro intervallo di funzionamento lineare attraverso l'accensione dei propulsori con una routine detta Angolar Momentum Desaturation (AMD). Quando questo avviene, i dati principali della sonda vengono trasmessi a Terra, elaborati e inseriti in un file chiamato AMD. Il team delle operazioni di navigazione del Jet Propulsion Laboratory usava i dati derivati dal file AMD per modellare le forze generate dai propulsori che agiscono sulla sonda. La modellazione di queste piccole forze è un'operazione critica per determinare con precisione la traiettoria della sonda: dopo l'accensione dei propulsori, viene calcolato il cambiamento di velocità ("delta-v") tramite il periodo di accensione e un modello delle performance dei propulsori. Quest'ultimo viene calcolato sia con i computer a bordo della sonda sia con i computer a Terra.
Il problema è che il software che generava il file AMD (chiamato SM_FORCES) utilizzava come sistema di misura il sistema imperiale britannico invece del sistema internazionale di unità di misura, e, nello specifico, la libbra forza invece del newton.
Il software di volo installato a bordo calcolò correttamente il cambiamento di velocità e lo trasmise; tuttavia, il software dei computer a Terra era stato scritto per la missione Mars Global Surveyor (MGS) e il software di volo di questa missione non calcolava questo valore e non lo trasmetteva a Terra. Quindi, questo software trascurò il valore trasmesso dalla sonda e lo ricalcolò. A causa della diversa dimensione dei propulsori tra la sonda del Mars Global Surveyor e la sonda del Mars Climate Orbiter, fu apportata una modifica all'equazione originale nel software a Terra. Il fattore di conversione tra i due sistemi di misura era incorporato nell'equazione originale e non era immediatamente identificabile, non venne incluso nell'aggiornamento dell'equazione e il software a Terra calcolò i dati moltiplicati di un fattore di 4,45 (1 libbra forza equivale a circa 4,45 newton).
Questo problema venne inasprito da due fattori:
1. mancanza di testing end-to-end del flusso dati AMD prima del lancio;
2. mancanza di un algoritmo di navigazione indipendente per effettuare controlli incrociati sull'algoritmo AMD durante il volo.

Queste procedure vennero sempre effettuate nelle missioni precedenti, ma furono cancellate dalla missione MCO a causa dei tagli al budget che riguardarono essenzialmente il sistema dei controlli relativi al buon funzionamento dei sistemi operativi.